# Luís Viana (hóquei)
Luís Alberto Gomes Viana (Viana do Castelo, 30 de Junho de 1976) é um avançado de hóquei em patins português, que atualmente joga no Valença HC.

## Títulos
OC Barcelos
- Supertaça de Portugal: 2002-03; 2003-04
- Taça de Portugal: 2004-05

 SL Benfica
- Liga Europeia de Hóquei em Patins : 2012/2013
- Taça Continental: 2010-11
- Taça CERS: 2010-11
- Campeonato Português: 2011-12
- Supertaça de Portugal: 2010-11